# Вадзима
Вадзима (яп. 輪島市 Вадзима-си) — город в Японии, находящийся в префектуре Исикава. Площадь города составляет 426,36 км², население — 27 625 человек (1 июля 2014), плотность населения — 64,79 чел./км².

## Географическое положение
Город расположен на острове Хонсю в префектуре Исикава региона Тюбу. С ним граничат город Судзу и посёлки Анамидзу, Ното, Сика.

## Население
Население города составляет 27 625 человек (1 июля 2014), а плотность — 64,79 чел./км². Изменение численности населения с 1980 по 2005 годы:
| 1980 | 45 115 чел. |  |
| 1985 | 43 283 чел. |  |
| 1990 | 40 309 чел. |  |
| 1995 | 37 133 чел. |  |
| 2000 | 34 531 чел. |  |
| 2005 | 32 823 чел. |  |

## Символика
Деревом города считается туевик долотовидный, цветком — Primula modesta, птицей — красноногий ибис.

## Землетрясения
- 1 января 2024 года сильный ущерб был нанесён городам Вадзима и Судзу во время Землетрясения в Японском море[6]. В результате этого землетрясения погибло не менее 126 человек, более 200 пропало без вести[7].